# The Rotted
The Rotted (bis 2008 Gorerotted) ist eine britische Death-Metal- und Goregrind-Band, die im Jahre 1997 gegründet wurde.

## Bandgeschichte
Gegründet wurde Gorerotted 1997 in London von sechs Musikern, die zunächst unter verschiedenen Pseudonymen in Erscheinung traten. Auf der 1998 erschienenen selbstfinanzierten EP Her Gash I Did Slash bot die Band eine Mischung aus Crustcore und Grindcore mit überzogen brutalen Splattertexten. Wenig später nahm das kurzlebige Independent-Label Dead Again die Band unter Vertrag und veröffentlichte 2000 das Debütalbum Mutilated in Minutes. Danach wechselte Gorerotted zu Metal Blade Records, dort erschienen 2003 das Studioalbum Only Tools and Corpses (2003). Es folgte eine USA-Tournee mit Cannibal Corpse, 2005 erschien das dritte Album A New Dawn for the Dead. Im Sommer 2006 folgte eine Tour mit Obituary, Gojira und Cryptopsy, im Frühjahr 2007 tourte die Band mit Pungent Stench durch die USA. Mit Gian Pyres (ex-Cradle of Filth) wurde das Line-up im Herbst 2007 um einen zweiten Gitarristen ergänzt, Anfang 2008 verließ Schlagzeuger Jon Rushforth die Gruppe und wurde durch Nate Gould ersetzt. Nach diesen Besetzungswechseln änderte Gorerotted Anfang 2008 den Bandnamen in The Rotted. Für die Gründungsmitglied und Sänger Ben McCrow war dies aufgrund der musikalischen und textlichen Weiterentwicklung der Gruppe ein logischer Schritt, zudem wurden sie von Fans bereits zuvor verkürzt The Rotted genannt. Unter dem neuen Namen veröffentlichte Metal Blade im Juni 2008 das nächste Album Get Dead Or Die Trying. Es folgten zahlreiche Festivalauftritte, u. a. beim Wacken Open Air und beim Summerbreeze. Mitte 2010 veröffentlichte The Rotted die selbstfinanzierte EP Anarchogram, gefolgt von einer Tournee mit Grave und Misery Index. Anfang 2011 begannen die Arbeiten zum nächsten Studioalbum, das 2012 unter dem Titel Ad Nauseam von Candlelight Records veröffentlicht wurde.

## Diskografie
als Gorerotted
- Her Gash I Did Slash (Demo) (1998)
- Mutilated in Minutes (2000)
- Split Your Guts (Split w/ Gronibard und Gruesome Stuff Relish, 2002)
- Only Tools and Corpses (2003)
- A New Dawn for the Dead (2005)

als The Rotted
- Get Dead Or Die Trying (2008)
- Ad Nauseam (2011)